# Соня Левин
Со́ня Ле́вин (англ. Sonya Levien), настоящее имя — Са́ра Опе́скин (англ. Sara Opeskin; 25 декабря 1888, Панемуне, Ковенская губерния, Российская Империя — 19 марта 1960, Голливуд, Калифорния, США) — американская сценаристка российского происхождения. Лауреат премии «Оскар» (1956) в номинации «Лучший оригинальный сценарий» за фильм «Прерванная мелодия» (1955) и номинант на «Оскар» (1934) в номинации «Лучший адаптированный сценарий» за фильм «Ярмарка штата» (1933).

## Биография и карьера
Соня Левин, урождённая Сара Опескин, родилась в местечке Панемуне Ковенской губернии (ныне район Каунаса), в черте оседлости, 25 декабря 1888 года (позже изменила год на 1898). Будучи старшим ребёнком в семье Юлиуса (р. около 1863 года) и Фанни (р. около 1865 года), Соня имела двух братьев — Арнольда и Макса. Родители происходили из местечка Видзы Зарасайского уезда Ковенской губернии.
Детство Сони пришлось на период, когда российские власти внимательно следили за гражданами, особенно за евреями с радикальной принадлежностью. Отец Сони имел удалённую связь с радикальной газетой, а также соглашался с анархистскими идеями князя Петра Кропоткина. Юлиус Опескен также присоединился к кругу исследований народников, прежде чем его арестовали и заставили работать в сибирских шахтах. В то время как их отец и муж отбывала своё наказание, семья Опескен переехала к отцу Юлиуса, раввину, который всегда подчёркивал важность языка для юной Сони. Её дед наставлял её на русском, французском, немецком и иврите, а также поощрял её ежедневное чтение от Талмуда и Шульхана Арука.
В 1891 году её отец сбежал из ссылки и отправился в Америку, решив взять фамилию своего немецкого спасателя Левина. Он перевёз всю свою семью в 1896 году, где они присоединились к нему на Нижнем Ист-Сайде Манхэттена. Они не были единственными русскими евреями между 1891 и 1900 годами, за эти девять лет более 150 000 евреев переехали в Нью-Йорк. Уже живя в Америке, у её родителей родилось ещё два сына — Эдвард и Натан. Семья получила документы о натурализации в 1905 году.
Все дети в её семье работали в школе, чтобы помочь с расходами. Соня работала на фабрике перьевой фабрике в подростковом возрасте, зарабатывая четыре доллара в неделю. В годы её становления в Америке, выросшая в нищете девушка, присоединилась к группе социалистов. Соня, как и многие другие европейские иммигранты в Америке, отправилась в общеобразовательную гимназию. После того, как она окончила её в 1901 или 1902 году, она не смогла продолжить учёбу из-за финансовых проблем. Она взяла кредит на 36 долларов, чтобы изучить стенографию и получить работу секретаря. Ей потребовалось четыре года для погашения этого займа. В своё время, в качестве секретаря, она также знакомилась с работой по расселению и профсоюзам. Соня также провела несколько занятий в Образовательном союзе, где в 1903 году она встретила Роуз Пастор. Мало того, что Пастор нанялп её в качестве секретаря, она также была членом Социалистической партии и Женской профсоюзной лиги, предоставляя Соне доступ к целой библиотеке текстов по этим предметам, которые она могла читать.
23 октября 1917 года Соня вышла замуж за сценариста Карла Хови (1875—1956). У супругов родилось двое детей — сын Серж Хови (10.03.1920—03.05.1989), ставший композитором, и дочь Тамара Хови (род. 1923), ставшая сценаристом, как и её родители. В середине 1950-х годов Левин заболела раком. Её муж, 80-летний Карл Кови, скончался 25 июня 1956 года после почти 39-ти лет брака. Самой Левин не стало около четырёх лет спустя, 19 марта 1960 года.
Она стала одним из самых высокооплачиваемых женщин-сценаристов в Голливуде в 1930-х годах и помогла нескольким режиссёрам и кинозвездам перейти от немых фильмов к звуковым. В 1955 году она получила премию «Оскар» за её сценарий к «Прерванной мелодии».

## Избранная фильмография
- 1928 — «Власть прессы» / The Power of the Press
- 1928 — «Корабль приплывает» / A Ship Comes In
- 1933 — «Кавалькада» / Cavalcade
- 1938 — «Четверо мужчин и помощница» / Four Men and a Prayer
- 1939 — «Барабаны долины Мохок» / Drums Along the Mohawk
- 1939 — «Горбун из Нотр-Дама» / The Hunchback of Notre Dame
- 1943 — «Удивительная миссис Холлидэй» / The Amazing Mrs. Holliday
- 1951 — «Великий Карузо» / The Great Caruso
- 1951 — «Камо грядеши» / Quo Vadis
- 1955 — «Оклахома!» / Oklahoma!